# Аэробиология
Аэробиология (от греческих слов ἀήρ, аэр, "воздух"; βίος, биос, "жизнь"; и -λογία, -логия) – наука о жизни в атмосфере, раздел биологии, изучающий пассивный перенос органических частиц, таких как бактерии, споры грибов, микроскопические насекомые, пыльцевые зерна и вирусы, изучающий их поведение и воздействие на другие организмы, включая человека. Традиционно аэробиологи занимались измерением и предоставлением информации о содержании пыльцы и спор грибов в воздухе в качестве услуги для людей, страдающих аллергией. Современная аэробиология является междисциплинарной областью, связанной с экологической наукой, ботаникой, метеорологией, фенологией и изменением климата, активно взаимодействующей с инженерными науками, геохимией, оптикой атмосферы, физикой, метеорологией, медициной. Аэробиологические исследования включают изучение абиотических частиц и газов (дыма, смога, пыли и других), оказывающих воздействие на живые организмы.

## История аэробиологии
Истоки океанической аэробиологии восходят к Дарвину (1846), который обнаружил пыль африканского происхождения на кораблях в Атлантическом океане и совместно с Эренбергом идентифицировал 67 таксонов протистов в собранных образцах. 
В период 1870-е годы были разработаны аэроскопы Мэддокса(1870), Каннингема (1873) и Микеля (1878) как ранние попытки создания приборов для пыльцевого мониторинга, однако все эти инструменты характеризовались недостаточной точностью измерений. Родоначальником аэробиологии является британский врач Чарльз Блэкли, который в 1873 году впервые доказал связь сезонных аллергических реакций с пыльцой в воздухе и опубликовал книгу "Экспериментальные исследования природы и причин летнего катара", в то время как в США врач Моррилл Вайман параллельно описал "осенний катар", вызываемый цветением амброзии в августе-сентябре. 
Первое упоминание термина "аэробиология" было сделано Фредом Кэмпбеллом Мейером в 1930-х годах. Первая мировая сеть пыльцевого мониторинга была создана в США в 1928 году, расширившись к 1930-м годам до 50 станций в Северной Америке (США, Канада, Мексика, Куба) для отслеживания пыльцы аллергенных растений, а к середине 1970-х подобные системы были внедрены в большинстве европейских стран. 
В 1935 году американский высотный аэростат Explorer 2 стал одной из первых миссий по отбору проб воздуха, выделившей микроорганизмы из стратосферы (до 21 км). 
В 1946 году был создан гравиметрический пыльцеуловитель Дюрама, который улавливал частицы из воздуха на липкие стекла под действием силы тяжести, что позволяло идентифицировать типы частиц при изучении под световым микроскопом, однако прибор не мог определять их концентрацию в атмосфере. 
Джим Хирст в 1952 году создал волюметрическую ловушку с принудительным воздушным потоком, позволяющую измерять концентрацию частиц в единице объема воздуха, которая стала прототипом современных установок фирм Burkard и Lanzoni, используемых большинством станций аэробиологического мониторинга по всему миру. 
Фактически, аэробиология стала темой официальных исследований в 1964 году, когда была учреждена Международная биологическая программа (IBP, International Biological Program). Впоследствии, в 1968 году, была образована Международная рабочая группа по аэробиологии для координации всех национальных аэробиологических программ. 
Международная ассоциация аэробиологов (IAA) была основана 11 сентября 1974 года в Гааге, Нидерланды. В то время аэробиология не была новой наукой как таковой, хотя её организация и международная направленность считались действительно новым явлением. Современная ассоциация насчитывает около 800 членов . 
С 1970-х годов IBP, а затем и IAA выпускает информационный бюллетень International Aerobiology Newsletter дважды в год, который служит важным средством связи между членами мирового сообщества аэробиологов, обеспечивая неформальный обмен новостями, идеями и информацией, а также помогая устанавливать первичные контакты.
Аэробиологические исследования в СССР были инициированы академиком А.Д. Адо, которые проводились с использованием гравиметрических ловушек в период 1974-1990-х годов. 
В Великобритании Бюро пыльцы и сенной лихорадки (ныне NPARU), основанное 21 апреля 1983 года в Норидже, начало публиковать одни из первых в мире прогнозы концентрации пыльцы для шести миллионов британцев с поллинозом с 1 июня 1983 года.  
В период с 1983 по 1993 год швейцарская Swiss Working Group for Aerobiology создала и эксплуатировала национальную сеть мониторинга пыльцы. Целью было разработать достоверный календарь пыльцы деревьев и растений для различных климатических и географических регионов Швейцарии, которые вызывают респираторные аллергии. Группа публиковала ежегодные отчеты о собранных данных по пыльце и составляла прогнозы концентрации пыльцы для СМИ. В 1993 году была основана Швейцарская ассоциация аэробиологии (SGA/SSA) как преемник рабочей группы с целью изучения влияния биологических и антропогенных частиц и примесей в воздухе на здоровье человека и окружающую среду. 
Европейская аэропалинологическая служба (EAN) была создана в 1986 году на III Международном съезде аэробиологов в Базеле под эгидой Международной ассоциации аэробиологов (IAA). С 1988 года начал работу Общеевропейский банк аэропалинологических данных, объединивший информацию более 100 национальных станций мониторинга из большинства европейских стран, а с 1993 года этот банк предоставляет информацию о пылении растений в Европе и разрабатывает прогнозы на основе текущих и многолетних наблюдений и метеоданных.
В 1992 году в МГУ и Ботаническом институте РАН установили первые волюметрические приборы, предоставленные шведским Музеем естественной истории. Пыльцевой мониторинг осуществляется в шести российских городах: Москве, Санкт-Петербурге, Ставрополе, Рязани, Тюмени и Перми.
В 1994-м в Великобритании организуется Национальная служба по изучению пыльцы в городе Вустер. С 2004-го организация называется Национальная служба по изучению пыльцы и аэробиологии (NPARU). Она входит в состав Института естественных наук и окружающей среды Вустерского университета и располагается в современном здании, построенном в 2009 году.
Елена Северова, ведущий российский палинолог, стояла у истоков современной отечественной аэробиологии и организовала систему пыльцевого мониторинга в России, данные которого с начала 2000-х годов стали общедоступными на сайте allergotop.com - единственном российском ресурсе в мировой сети мониторинга, предоставляющем реальную информацию о концентрации аэроаллергенов и прогнозы цветения аллергенных растений.
В 2017 году британские ученые создали "карту сенной лихорадки", учитывающую 12 наиболее аллергенных растений (береза, ольха, орешник, дуб, ясень, платан, злаковые травы, париетария, полынь и подорожник). Карта, опубликованная в журнале Science of the Total Environment, предоставляет точную информацию о местах произрастания аллергенных растений в разных регионах Британии, помогая людям с поллинозом выбирать подходящие места для проживания и отдыха, а врачам - точнее определять причинно-значимые аллергены.
Под эгидой Международной ассоциации аэробиологов (IAA) регулярно проводятся различные международные курсы и встречи. С 2018 года существует специальная Рабочая группа для молодых аэробиологов, созданная с основной идеей привлечения и поощрения большего числа молодых ученых.

## Аэропалинология
Аэропалинология, как часть аэробиологии и медицины, изучает состав и формирование пыльцевого дождя в атмосфере, имея важное медицинское значение, поскольку переносимая воздухом пыльца вызывает поллинозы (ринит, конъюнктивит, бронхиальную астму); данные исследования, совместно с фенологическими и метеорологическими наблюдениями, применяются в городском ландшафтном планировании, медико-географических, эколого-географических и рекреационных исследованиях.
Современные аэробиологические исследования направлены на изучение таксономического состава аэроспектра в разных регионах, включая анализ доли аллергенной пыльцы, определение сроков и продолжительности пыления, оценку влияния метеорологических параметров на концентрацию пыльцы в воздухе, а также сопоставление аэробиологических данных с результатами аллергологических проб для выявления причинно-следственных связей между наличием пыльцы конкретных растений и возникновением аллергических реакций, что позволяет определить региональные аэроаллергены и периоды их присутствия в воздухе.

## Аэробиологические прогнозы
Российские палинологи используют модель Финского метеорологического института для составления краткосрочных (72 часа) и долгосрочных (на сезон цветения) прогнозов содержания аэроаллергенов в воздухе. Краткосрочные прогнозы учитывают метеоданные, распределение пыльцевых облаков с учетом ветров, распространение аллергенных растений и фенологические данные, а долгосрочные основываются на сумме накопленных положительных температур. Интенсивность пыления определяется по метеоусловиям прошлого сезона и текущей погоде, включая заморозки и осадки.

## Аэробилогия стратосферы
Исследования микробной жизни в стратосфере (5-20 км) ведутся с 1800-х годов, начиная с экспериментов Луи Пастера, показавших уменьшение количества микробов с увеличением высоты. В 1935 году американский высотный аэростат Explorer 2 стал одной из первых миссий по отбору проб воздуха, выделившей микроорганизмы из стратосферы (до 21 км), включая бактерии родов Bacillus, Macrosporium, Aspergillus, Penicillium и Rhizopus. С тех пор были проведены многочисленные эксперименты с использованием аэростатов для изучения микробной флоры стратосферы, некоторые из которых достигали даже мезосферы (до 48-85 км).
Эксперименты по изучению микробной жизни в стратосфере проводились с использованием воздушных шаров, самолетов и ракет, причем Индия осуществила свои первые воздушно-шаровые эксперименты в 2001 и 2005 годах, в ходе которых с высот 24, 28 и 41 км были собраны образцы с помощью криогенных пробоотборников и фильтров Millipore, что позволило выделить четыре новых вида бацилл: Bacillus aerius sp. nov., Bacillus aerophilus sp. nov., Bacillus stratosphericus sp. nov. и Bacillus altitudinis sp. nov.
Исследования микробной жизни в стратосфере показывают, что основными стрессовыми факторами для микроорганизмов являются радиация, низкие температуры, низкое давление (0,1-10 кПа), высыхание и недостаток питательных веществ, из-за чего там преобладают спорообразующие бактерии и грибы. Эксперименты с использованием воздушных шаров особенно эффективны для изучения влияния стрессовых факторов на микробную жизнь благодаря недорогим посадочным полосам, маневренности и возможности нести большие полезные нагрузки (Dassarma et al., 2020), а результаты таких исследований помогают разрабатывать рекомендации по минимизации загрязнения и усилению планетарной защиты.

## Океаническая аэробилогия
Истоки океанической аэробиологии восходят к Дарвину (1846), который обнаружил на кораблях в Атлантическом океане слой пыли африканского происхождения и совместно с Эренбергом идентифицировал 67 таксонов протистов в собранных образцах, включая два морских таксона. Несмотря на ранний научный интерес, современные оценки биомассы часто игнорируют атмосферу или считают ее малозначимой: количество прокариотов в атмосфере (5×10²² клеток) значительно меньше, чем в океане (1×10²⁹ клеток), однако низкая численность не исключает важности этой среды обитания.
Исследование показывает, что воздушный перенос морских микроорганизмов влияет на их распределение в океане, структуру экосистем и генетический обмен. Размер микроорганизмов критически влияет на скорость осаждения (от 9×10⁻⁷ м/с для вирусов до 5×10⁻² м/с для крупных эукариот) и, следовательно, на дальность переноса и время пребывания в атмосфере. Атмосферный перенос позволяет микроорганизмам преодолевать географические барьеры за дни, тогда как поверхностным течениям для этого требуются годы (например, более 9 лет между Атлантикой и Тихим океаном). Значимость воздушного переноса определяется тремя факторами: потоками организмов между океаном и атмосферой, дальностью переноса и долей жизнеспособных микроорганизмов после осаждения.
Воздушно-морской обмен микробными сообществами характеризуется ежедневной эмиссией и осаждением сотен триллионов микроорганизмов, с оцененными потоками эмиссии прокариотов (1×10³-2×10⁶ клеток/м²/день) и эукариотов (1-2000 клеток/м²/день) над тропическими и субтропическими океанами. Потоки осаждения достигают 6×10⁶ прокариотов/м²/день и 2×10⁷ эукариотов/м²/день в регионах, близких к суше, причем 33-68% микроорганизмов над океаном имеют морское происхождение, однако недостаточная плотность пространственно-временного отбора проб ограничивает понимание атмосферного распределения и биоразнообразия микроорганизмов.
Морской поверхностный микрослой (МПМ) представляет собой верхние 1-1000 мкм океанской поверхности, существующий при скорости ветра до 10-13 м·с⁻¹ и характеризующийся уникальными свойствами. В МПМ концентрация органического вещества может быть в 1000 раз выше, чем в нижележащей воде, с отличительным микробным сообществом, способным выдерживать неблагоприятные условия. Хотя ранее предполагалось, что МПМ определяет состав органического вещества в морском аэрозоле, недавние исследования показывают, что пузырьковые шлейфы из нижележащей воды играют более значимую роль, смещая МПМ и удаляя его органические вещества с пути разрыва пузырьков на поверхности.

### Образование морского аэрозоля
Первичные морские аэрозоли попадают в атмосферу непосредственно с поверхности океана в результате разрушения волн и образования пузырьков воздуха. При всплытии пузырьки захватывают органические вещества и, лопаясь, образуют два типа аэрозолей: пленочные капли (субмикрометрового размера, содержащие гидрофобное органическое вещество) и струйные капли (преимущественно надмикрометрового размера, содержащие морскую соль и водорастворимое органическое вещество). В биологически активных зонах океана органические вещества концентрируются в морских аэрозолях. Несмотря на сезонные колебания, концентрация морских аэрозолей относительно низкая (менее 500 см⁻³) по сравнению с континентальными районами (1000-2000 см⁻³), однако из-за огромной площади взаимодействия океана с атмосферой (362 млн км², или 71% поверхности Земли) первичные морские аэрозоли играют значительную роль в процессах земной системы.

## Аэробиология Антарктики и Южного океана
Исследование атмосферного микробиома Антарктики и Южного океана показало, что бактериальные сообщества в этом регионе характеризуются низкой биомассой при высоком разнообразии, причем Южный океан действует как селективный фильтр для микроорганизмов, а не как абсолютный барьер. Выявлена зависимость микробного разнообразия от метеорологических факторов, что в контексте изменения климата может привести к повышенному риску биологических инвазий в Антарктику из-за увеличения осадков и потепления, создающего новые ниши для колонизации неместными таксонами, потенциально нарушая функционирование экосистемы.
В воздушных пробах Южного океана, собранных с декабря 2016 по март 2017 года, доминируют четыре бактериальных типа: Proteobacteria, Firmicutes, Bacteroidetes и Actinobacteria. Исследование 107 образцов выявило 1013 вариантов последовательностей ампликонов ASV, 27 бактериальных типов и 378 родов бактерий, среди которых наиболее распространены Enhydrobacter (4,8%), Psychrobacter (3,7%), Staphylococcus (1,2%), Mesorhizobium (1,2%) и Acinetobacter (0,9%). Эти результаты согласуются с другими исследованиями глобального аэробиологического биоразнообразия, указывая на существование общего воздушного микробиома с региональными вариациями.
Исследование показало, что воздушные микробные сообщества Южного океана и глобальные воздушные сообщества имеют 139 общих ASV (4% от общего числа), преимущественно Proteobacteria, Firmicutes и Actinobacteria, составляющих 36% относительной численности сообществ. При этом Южный океан содержит 788 уникальных ASV (34% сообществ), а глобальный воздух - 2270 уникальных ASV (30%), что указывает на функцию Южного океана как избирательного, а не абсолютного барьера для распространения микроорганизмов, с наиболее распространенным таксоном Psychrobacter, обнаруженным в 25% всех проб.
Биомасса воздуха
Исследование, охватившее 3,322,968 литров воздуха за 85-дневный период над Южным океаном, выявило концентрацию бактериальных клеток около 7.5 × 10² клеток/м³, что значительно ниже, чем в других регионах мира, где концентрации обычно составляют 10⁴-10⁶ клеток/м³. Это подтверждает закономерность уменьшения биомассы с увеличением широты, показывая, что биомасса в атмосфере над Южным океаном на один-два порядка ниже, чем в других местах, что согласуется с предыдущими оценками содержания флуоресцентных частиц (0.00017–0.1201 м³) в этом регионе.

## Научные публикации
Аэробиологические исследования публикуются во многих журналах. Два основных аэробиологических журнала - Aerobiologia и Grana. Другие журналы, в которых часто публикуются аэробиологические исследования, включают:
- Allergy
- Science of the Total Environment
- International Journal of Biometeorology
- Journal of Allergy and Clinical Immunology
- Agricultural and Forest Meteorology
- Atmospheric Environment
- Clinical and Translational Allergy
- Clinical and Experimental Allergy
- Environmental Research
- Plos One
- Urban Forestry & Urban Greening